# Episodi di Doraemon (serie animata 1979) (ventesima stagione)
Questa è la lista degli episodi della ventesima stagione dell'anime 1979 di Doraemon.

## Episodi
| Nº Ja | Nº It | Giapponese 「Kanji」 - Rōmaji - Traduzione letterale                                 | In onda           | In onda        |
| Nº Ja | Nº It | Giapponese 「Kanji」 - Rōmaji - Traduzione letterale                                 | Giapponese        | Italiano       |
| 1420  | -     | 「ミニミニ国会」 - Mini mini kokkai – "La mini-dieta"                                | 9 gennaio 1998    | inedito        |
| 1421  | -     | 「だいこん ダンスパーティー」 - Daikon dansupātī – "Le rape danzanti"                | 16 gennaio 1998   | inedito        |
| 1422  | -     | 「つきつきペンダント」 - Tsukitsukipendanto – "Il ciondolo"                          | 23 gennaio 1998   | inedito        |
| 1423  | -     | 「かきかえマップ」 - Kakikae mappu – "La mappa"                                      | 30 gennaio 1998   | inedito        |
| 1424  | -     | 「特賞！のび太温泉」 - Tokushō! Nobita onsen – "La sorgente di Nobita"               | 6 febbraio 1998   | inedito        |
| 1425  | -     | 「王様セット」 - Ōsama setto – "Il kit del Re"                                       | 13 febbraio 1998  | inedito        |
| 1426  | -     | 「レインボードロップ」 - Reinbōdoroppu – "La goccia d'arcobaleno"                    | 20 febbraio 1998  | inedito        |
| 1427  | -     | 「ナビ・キャップ」 - Nabi kyappu – "Il tappo di navigazione"                         | 13 marzo 1998     | inedito        |
| 1428  | -     | 「大人をしかるIDカード」 - Otona o shikaru ID kādo – "La carta anti-adulti"          | 20 marzo 1998     | inedito        |
| 1429  | -     | 「おしゃべりペットフード」 - Oshaberi pettofūdo – "Il cibo degli animali domestici"  | 17 aprile 1998    | inedito        |
| 1430  | -     | 「正夢まくら」 - Sei yumemakura – "Il cuscino"                                       | 24 aprile 1998    | inedito        |
| 1431  | -     | 「願いごと引きかえ機」 - Negaigoto hiki kae-ki – "La macchina dei desideri"          | 1º maggio 1998    | inedito        |
| 1432  | -     | 「猛獣ペット化手ぶくろ」 - Mōjū petto-ka tebukuro – "I guanti per animali domestici" | 8 maggio 1998     | inedito        |
| 1433  | -     | 「自分だけ早回し時計」 - Jibun dake haya mawashi tokei – "Il cronometro"             | 15 maggio 1998    | inedito        |
| 1434  | -     | 「冗談マイク」 - Jōdan maiku – "Il microfono degli scherzi"                          | 22 maggio 1998    | inedito        |
| 1435  | -     | 「サポーターチアホーン」 - Sapōtāchiahōn – "Il corno di tifo del sostenitore"        | 29 maggio 1998    | inedito        |
| 1436  | -     | 「天使のリング」 - Tenshi no ringu – "L'anello dell'angelo"                          | 5 giugno 1998     | inedito        |
| 1437  | -     | 「マルネット」 - Maru netto – "La cintura"                                           | 12 giugno 1998    | inedito        |
| 1438  | -     | 「ミカタスキ」 - Mikatasuki – "Shizuka, la sportiva!"                                | 19 giugno 1998    | inedito        |
| 1439  | -     | 「二次元収納カメラ」 - Nijigen shūnō kamera – "La telecamera di archiviazione 2D"    | 26 giugno 1998    | inedito        |
| 1440  | 704   | Il surf ovunque vai 「おてがるサーフボード」 - O tegaru sāfu bōdo                    | 3 luglio 1998     | 4 luglio 2007  |
| 1441  | 705   | Il memorabiliante 「思い出体験アルバム」 - Omoide taiken arubamu                     | 10 luglio 1998    | 4 luglio 2007  |
| 1442  | 706   | Il giardino nel cielo 「空中ガーデン」 - Kuuchuu gāden                               | 17 luglio 1998    | 5 luglio 2007  |
| 1443  | 707   | Il mare in casa 「お座敷海水浴セット」 - Ozashiki kaisuiyoku setto                   | 24 luglio 1998    | 5 luglio 2007  |
| 1444  | 708   | Il rivelasentimenti 「ホンネミラー」 - Honne mirā                                    | 31 luglio 1998    | 6 luglio 2007  |
| 1445  | 709   | La banca ambulante 「チョッキンバコ」 - Chokkinbako                                  | 7 agosto 1998     | 6 luglio 2007  |
| 1446  | 710   | Servizio consegne rapide 「のび太運送はいかが」 - Nobita unsou ha ikaga              | 14 agosto 1998    | 9 luglio 2007  |
| 1447  | 711   | Il diario segnatutto 「あとさき日記」 - Ato saki nikki                               | 21 agosto 1998    | 9 luglio 2007  |
| 1448  | 712   | Il mister musichiere 「ミスター・ムードアップ」 - Misutā・mūdo appu                  | 28 agosto 1998    | 10 luglio 2007 |
| 1449  | 713   | Lo spray chiacchierino 「おしゃべりスプレー」 - Oshaberi supurē                      | 11 settembre 1998 | 10 luglio 2007 |
| 1450  | 714   | La torcia "come prima" 「復元ライト」 - Fukugen raito                                | 18 settembre 1998 | 11 luglio 2007 |
| 1451  | 715   | Il cerchio dell'amicizia 「友だちのワ投げ」 - Tomodachi no wa nage                   | 25 settembre 1998 | 11 luglio 2007 |
| 1452  | 716   | La spilla "fa la star" 「アンタガ主役バッジ」 - An taga shuyaku bajji                | 16 ottobre 1998   | 12 luglio 2007 |
| 1453  | 717   | Il dizionario delle cose reali 「ほんもの辞典」 - Hon mo no jiten                    | 23 ottobre 1998   | 12 luglio 2007 |
| 1454  | 718   | Il tappeto crea casa 「未来ままごとシート」 - Mirai mamagoto shīto                   | 30 ottobre 1998   | 13 luglio 2007 |
| 1455  | 719   | Nobita fa l'investigatore 「のび太は名探偵?!」 - Nobita ha mei tantei?!              | 6 novembre 1998   | 13 luglio 2007 |
| 1456  | 720   | Una piccola grande avventura 「ミニドラと大冒険」 - Minidora to dai bouken           | 13 novembre 1998  | 16 luglio 2007 |
| 1457  | 721   | La giustocorda 「正義のスネークロープ」 - Seigi no sunēkurōpu                        | 20 novembre 1998  | 16 luglio 2007 |
| 1458  | 722   | L'antenna della compassione 「同情アンテナ」 - Doujou antena                         | 27 novembre 1998  | 17 luglio 2007 |
| 1459  | 723   | La sella da rodeo 「ロデオサドル」 - Rodeosadoru                                     | 4 dicembre 1998   | 17 luglio 2007 |
| 1460  | 724   | La coccinella sette cadute 「ななころびてんとう虫」 - Na na korobi tentou chuu       | 11 dicembre 1998  | 18 luglio 2007 |

## Speciali
| Nº  | Giapponese 「Kanji」 - Rōmaji - Traduzione letterale                                               | In onda          | In onda  |
| Nº  | Giapponese 「Kanji」 - Rōmaji - Traduzione letterale                                               | Giapponese       | Italiano |
| S89 | 「ジュラ紀で ドラミが大ピンチ」 - Juraki de dorami ga dai pinchi – "Dorami, nel mondo giurassico!" | 3 aprile 1998    | inedito  |
| S90 | 「のび太 ニューファッション」 - Nobita nyūfasshon – "La nuova moda di Nobita"                      | 3 aprile 1998    | inedito  |
| S91 | 「サンタバッグで クリスマス」 - Santa baggu de Kurisumasu – "Il sacchetto di Babbo Natale"         | 18 dicembre 1998 | inedito  |